# Andris Bērziņš

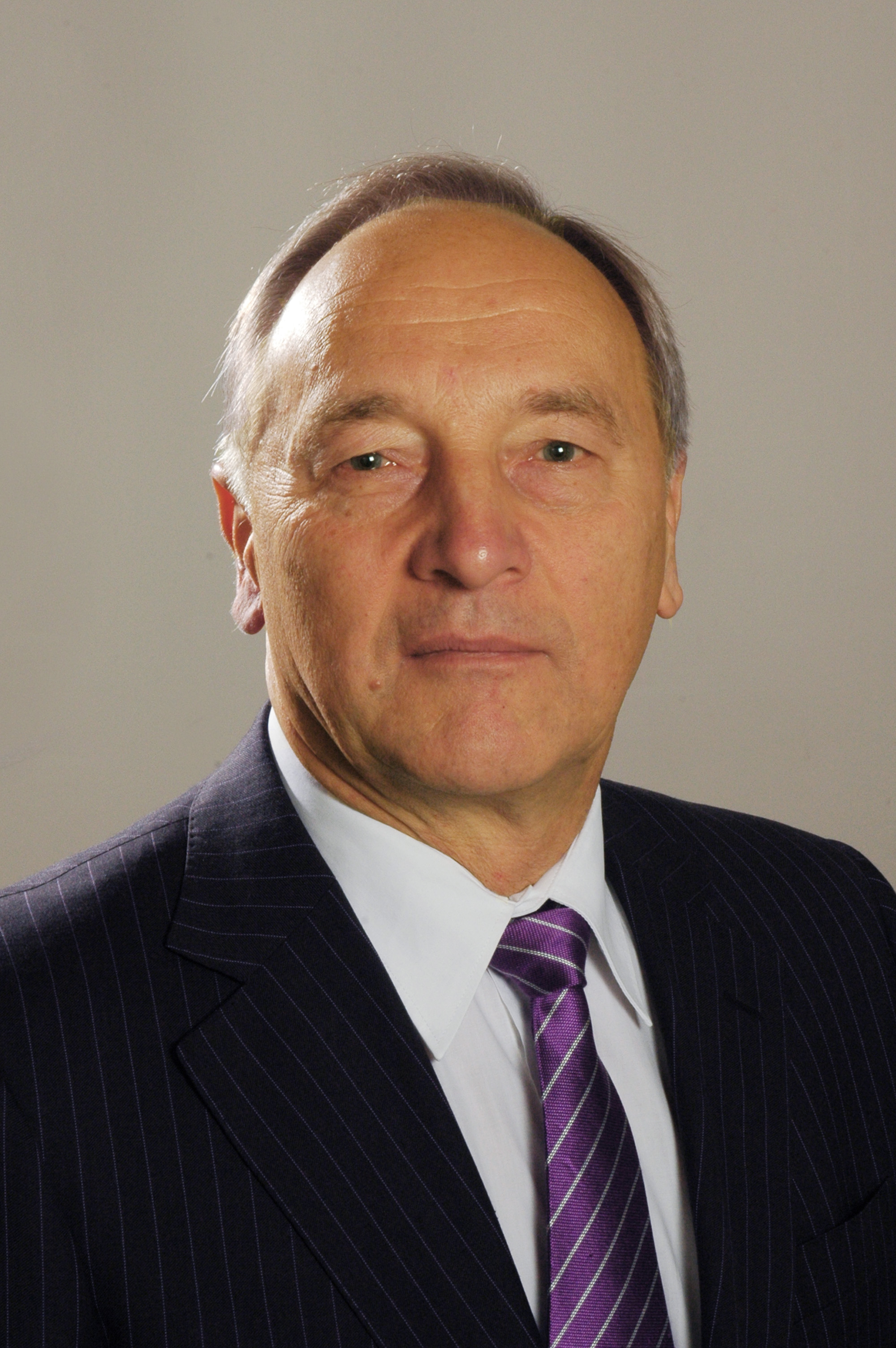
Andris Bērziņš

Andris Bērziņš (Nītaure, 10 december 1944) is een Lets zakenman en politicus. Hij was van 2011 tot 2015 president van Letland.
Bērziņš was van 1993 tot 2004 president van Unibanka. Op 2 juni 2011 werd hij door de Saeima verkozen tot president als opvolger van Valdis Zatlers. Op 3 juni 2015 werd Raimonds Vējonis verkozen tot zijn opvolger en die vatte het ambt op 8 juli aan.
- Gemeinsame Normdatei: 1023441098
- International Standard Name Identifier: 0000 0003 7080 025X
- Library of Congress Control Number: n2012030467
- Nationale Bibliotheek van Letland: 000182964
- Virtual International Authority File: 250173800
- WorldCat: E39PBJrGqFxg4MFBDD3qhcyjmd